# 龙池乡
龙池乡，是中华人民共和国四川省宜宾市叙州区下辖的一个乡镇级行政单位。

## 行政区划
龙池乡下辖以下地区：
龙池社区、光龙村、石龙村、双柏村、白家湾村、杨荷村、龙井村、溪鸣村和民权村。